# Рут Бернард
Рут Бернард (нім. Ruth Bernhard; 14 жовтня 1905 - 18 грудня 2006) — американська жінка-фотограф німецького походження.

## Молодість та освіта
Народилася у Берліні. До 2 років її батьки розлучилися, і вона зустрічалася з матір'ю лише двічі. Вихована двома сестрами шкільного вчителя та його матір'ю. Батько Рут, Люціан Бернард, був відомий як дизайнер постерів і шрифтів, багато з яких носять його ім'я і досі використовуються. Люціан Бернард був головним прихильником роботи Рут Бернард і часто давав їй поради.
Бернард вивчала історію мистецтв і друкарню в Берлінській академії мистецтв з 1925 по 1927, перш ніж переїхати до Нью-Йорка, щоб приєднатися до батька. Викладала в Каліфорнійському університеті з 1958 року, а також давала лекції, заняття та семінари на всій території Сполучених Штатів.
Кар'єра у фотографії
У 1927 році Бернард переїхала до Нью-Йорка, де вже жив її батько. Працювала асистентом у Ральфа Штайнера у журналі «Delineator», але він звільнив її за байдуже ставлення до роботи. За гроші, отримані від компенсації під час звільнення, Бернард купила власний фотоапарат. До кінця 1920-х років, живучи на Манхеттені, Бернард брала активну участь у лесбійській субкультурі художньої спільноти, потоваришувавши з фотографом Береніс Ебботт і її коханкою, критиком Елізабет Маккосланд. Вперше усвідомлення того, що її приваблюють інші жінки, відбулося напередодні Нового 1928, коли вона познайомилася з художницею Патті Лайт. Вона писала про свої «бісексуальні витівки» у своїх мемуарах. У 1934 Бернард почала фотографувати оголених женщин. Це була б та форма мистецтва, в якій вона зрештою стала відомою. У 1935 році вона випадково зустріла Едварда Вестона на пляжі в Санта-Моніці. Пізніше вона скаже:
Я не була готова, коли побачила його фотографії. Це було приголомшливо. Це була блискавка в темряві <…> тут, переді мною, був незаперечний доказ того, що я вважала за можливе— надзвичайно життєво важливий художник, середовище якого було фотографією.
Бернард була настільки натхненна роботою Вестона, що після зустрічі з ним 1935 року переїхала до Каліфорнії, де він жив. У 1939 Бернард повернулася до Нью-Йорка на 8 років, і познайомилася з фотографом Альфредом Штігліцем.
Бернард була натхненна дрібницями у її житті. В інтерв'ю 1999 року на Photographers Forum Рут заявила: «Мене найбільше цікавлять дрібниці, які ніхто не помічає, які вважають безкорисними».
В 1934 Рут отримала замовлення від Нью-Йоркського музею сучасного мистецтва (MoMA) на фотографування робіт для каталогу виставки «Machine Art».

### Життя на західному узбережжі
До 1944 року вона познайомилася і почала співпрацювати з художницею та дизайнером Евелін Фімістер. Вони переїхали до Кармелі (штат Каліфорнія) і залишалися разом протягом наступних десяти років. Тут Бернард працювала із групою F/64. Невдовзі, знайшовши Кармел важким місцем для заробітку життя, вони переїхали до Голлівуду, де Бернард зробила кар'єру комерційного фотографа. У 1953 році вони переїхали до Сан-Франциско, де Бернард стала колегою таких фотографів, як Енсел Адамс, Імоджен Каннінгем, Майнор Уайт та Вінн Баллок.
Більшість робіт Бернард зроблено в студії, від простих натюрмортів до складних ню. У 1940-х роках вона працювала з конхіологом Жаном Швенгелем. Бернард працювала в основному з чорно-білою фотографією, хоча ходять непідтверджені чутки, що вона також попрацювала з кольором. Також відома роботами з лесбійської тематики, особливо роботою "Дві форми" (1962). У цій роботі чорношкіра жінка та біла жінка, які були справжніми коханками, показані з оголеними тілами, притиснутими один до одного.
Також вона співпрацювала з Мелвіном Ван Піблсом (так само відомим, як «Мелвін Ван»), тоді молодим водієм Канатний трамвай у Сан-Франциско. Ван Піблс написав текст, а Бернард зробила фотографії для книги "Велике серце" (The Big Heart) про трамвайні дороги.
На початку 1980-х Бернард почала працювати з Керол Вільямс, власницею Photography West Gallery у Кармелі (штат Каліфорнія). Бернард сказала Вільямс, що вона знала, що після її смерті буде книга з її фотографіями, але сподівалася, що її можна буде опублікувати за життя. Вільямс звернулася до Нью-Йоркського графічного товариства і кількох інших видавців фото-книг, але їй повідомили, що «тільки Енсел Адамс може продавати чорно-білі книги з фотографіями».
Бернард та Вільямс вирішили продати п'ять друкованих видань обмеженим тиражем, щоб зібрати необхідні кошти для якісного видання книги з ню-роботами. Ню-роботи були випущені Девідом Греєм Гарднером із Gardner Lithograph (який також видавав книги Адамса) книгою під назвою «Вічне тіло» (The Eternal Body). Це видання стало лауреатом у номінації "Фото-книга року 1986" (Photography Book of the Year in 1986) від організації "Друзі фотографії" (Friends of Photography). Ця книга часто згадувалась Рут Бернард, як незмірна допомога її майбутній кар'єрі та суспільному визнанню. "Вічне тіло" було перевидане Chronicle Books, і пізніше ще раз, як розкішне лімітоване видання на честь святкування сторіччя Рут Бернард у жовтні 2005 року. Керол Вільямс говорила, що Рут Бернхард спонукала її зайнятися видавництвом книг, і згодом опублікувала кілька інших фотографічних монографій.
У 1980-х Бернард також почала працювати з Джо Фолбергом. Фолберг купив Vision Gallery у Дугласа Елліота, який заснував її у 1979 році, у Сан-Франциско у 1982 році. Бернард та Фолберг працювали разом до смерті Фолберга. Галерея перейшла Дебре Хеймердінгер, яка стала працювати в Північній Америці, і синові Фолберга, Нілу, який перемістив Vision Gallery в Єрусалим.
У 1967 році Бернард розпочала педагогічну кар'єру. У цьому ж році вона зустрілася з полковником ВПС США Прайсом Райсом, афроамериканцем, який був на десять років молодший за неї, і вони стали коханцями. Вони залишаться разом до його смерті у 1999 році. У свої 90 років Бернард співпрацювала з біографом Маргаретою До. Мітчелл у книзі "Рут Бернард, між мистецтвом і життям" (Ruth Bernhard, Between Art and Life), публічно розкриваючи її численні відносини з жінками та чоловіками протягом усього її життя.
В 1984 Бернард працювала з режисером Робертом Беррілл над її автобіографічним фільмом під назвою «Ілюмінація: Рут Бернхард, фотограф». Прем'єра фільму відбулася у 1989 році у театрі Кабукі у Сан-Франциско та на місцевій станції служби громадського мовлення KQED у 1991 році.
Бернард була включена до Національних жіночих зборів з мистецтва (National Women's Caucus for Art) у 1981 році. Енсел Адамс назвав Бернард "найбільшим фотографом оголеної натури".
Бернард померла Сан-Франциско у віці 101 года.

## Публікації
- Bernhard, Ruth. Collecting Light: The Photographs of Ruth Bernhard. Edited by James Alinder. Carmel, Calif.: Friends of Photography, 1979
- Bernhard, Ruth. Gift of the Commonplace. Carmel Valley, Calif.: Woodrose Publications / Center for Photographic Art, 1996. ISBN 0-9630393-5-0
- Bernhard, Ruth. The Eternal Body: A Collection of Fifty Nudes. Carmel, Calif.: Photography West Graphics, 1986. San Francisco: Chronicle, 1994. Essay by Margaretta K. Mitchell. ISBN 0-8118-0801-7 ISBN 0-8118-0826-2
- Van, Melvin, and Ruth Bernhard. The Big Heart. San Francisco: Fearon, 1957.
- Mitchell, Margaretta K., and Ruth Bernhard. Ruth Bernhard: between art and life. San Francisco: Chronicle, 2000. Print.

## Нагороди
- 1976 Dorothea Lange Award by the Oakland Museum[13]
- 1987 Distinguished Career in Photography Award. Society of Photographic education. Midwest Regional Conference, Chicago, Illinois November 8, 1987[13]
- 1990 Presidential Citation for Outstanding Service to Utah State University. Logan, Utah, October 25, 1990[13]
- 1994 Cyril Magnin Award for Distinguished Service in Photography. Presented by the San Francisco Chamber of Commerce[13]
- 1996 Lifetime Achievement Award. Women’s Caucus for Art. California Regional Chapter, Presented at Mills College, Oakland, March 30, 1996[13]
- 1997 Honorary Doctor of Humane Letters. The Academy of Art, San Francisco, June 1, 1997[13]
- 2003 Lucie Awards for achievement in fine art[28]

## Персональні виставки
- 1936: Jake Zeitlin Gallery, Los Angeles[29]
- 1936: Pacific Institute of Music and Art, Los Angeles, Eye Behind the Camera[30]
- 1938: P.M. Gallery, New York[29]
- 1956: Institute for Cultural Relations, Mexico City[30]
- 1986: San Francisco Museum of Modern Art The Eternal Body[30]
- 2014: Peter Fetterman Gallery The Eternal Nude[31]

## Колекції
Роботи Бернард зберігаються у наступних постійних колекціях:
- Музей мистецтв Індіанаполіса, Індіана[32]
- Музей Ґетті, Лос-Анджелес, Каліфорнія[33]
- Музей сучасної фотографії Колумбійського коледжу Чикаго, Іллінойс[34]
- Портландський мистецький музей, Орегон[35]
- Музей мистецтв Сан-Хосе, Каліфорнія
- Інститут мистецтв Міннеаполіса, Міннесота[36]
- Міжнародний зал слави фотографії, Сент-Луїс, Міссурі[37]